# Лешелль, Жан
Жан Лешелль (2 апреля 1760, Пюирео, Шаранта — 11 сентября 1793, Нант) — французский республиканский военачальник, дивизионный генерал, участник войны в Вандее.

## Биография
В возрасте 18 лет записался волонтёром в пехотный полк, где прослужил солдатом 10 лет, после чего стал в городе Сенте учителем фехтования. С началом революции поступил в Национальную гвардию, где был выбран подполковником первого батальона добровольцев Шаранты. Такое быстрое продвижение было особенностью первых лет революции, когда ощущалась нехватка офицеров (часть из них эмигрировали за границу, другие считались неблагонадёжными и подвергались репрессиям), а королевская армия была фактически распущена, после чего новая республиканская армия формировалась с нуля. Её ядро составили волонтёрские батальоны Национальной гвардии, офицеры в которых выбирались личным составом. Даже когда волонтёров оказалось недостаточно, и в стране была объявлена мобилизация, основу кадров новой армии составили быстро выдвинувшиеся офицеры из волонтёров.
В 1793 году Жан Лешелль отличился при обороне Валансьена. Республиканские войска были осаждены армией антифранцузской коалиции в Валансьене, и потеряв тысячу человек из десяти тысяч, капитулировали и покинули город, дав обещание год не участвовать в боях против коалици (практика, обычная в то время). При капитуляции гарнизона солдаты были атакованы жителями Валансьена, поднявшими в городе белые флаги Бурбонов. Присланный из Парижа и находившийся при армии комиссар Кошон де Лапаретт был атакован толпой и спасён Лешеллем, который за это был немедленно произведен в бригадные генералы (в августе 1793), и, сверх того, обратил на себя внимание военного министра, которому Кошон отправил доклад.

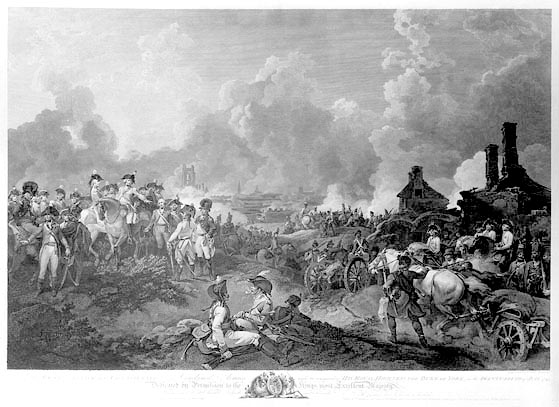
Осада Валансьена.

Уже 30 сентября (всего через полтора месяца) Лешелль, благодаря покровительству военного министра Жана Батиста Ноэля Бушотта, стал дивизионным генералом и был отправлен воевать против повстанцев-роялистов в Вандею, откуда незадолго до этого был отозван ряд военачальников, которых правительство обвиняло в недостатке способностей. При этом малообразованный генерал получил сразу должность главнокомандующего объединенными силами на театре военных действий, включавшими в себя три армии. Действия его предшественников против вандейских роялистов пользовались переменным успехом. Если генерал Канкло сумел нанести им крупное поражение в битве при Нанте, то войска генерала Мену де Бюсси в битве при Вихье попросту разбежались, оставив противнику 25 орудий.
В это же время в Вандею было направлено крупное соединение французских войск (14 000 человек) из города Майнца. Майнц очень долго оборонялся французами от войск союзников, но затем капитулировал, как и Валаньсен, на почётных условиях — войска, находившиеся там, были отпущены с условием не воевать против союзников несколько лет. Эта недальновидность союзного командования позволила французам сдержать обещание и при этом направить их всех в Вандею, на внутренний фронт, для борьбы против Вандейского мятежа. Части, присланные из Майнца, благодаря своему боевому опыту, составили ядро республиканских сил. Вскоре туда же были направлены, вслед за Лешеллем, и шесть тысяч солдат из города Валансьена.
Республиканцам противостояли роялисты — в массе своей крестьяне, возглавляемые, чаще всего, представителями местного дворянства.
В качестве непосредственных подчинённых Лешелль имел знаменитых генералов Марсо и Клебера. К армии в Вандею он прибыл 9 октября 1793 года.
Вскоре после этого генерал Клебер попытался растолковать Лешеллю оперативный план его предшественника, генерала Канкло, однако Лешелль даже не стал его слушать, чем спровоцировал конфликт не только с Клебером, но и с комиссаром Конвента — Мерленом из Тионвиля, который заявил, что правительство назначает в Вандею командовать армией самых некомпетентных генералов.
Тем не менее, Лешелль вскоре приказал войскам Клебера, Марсо и Бопюи перейти в наступление. Уже 15 октября состоялась битва при Ла-Трембле, которую республиканцы выиграли, и где был ранен вандейский генерал Лескюр. Выполняя указания Комитета общественного спасения и постановления Конвента, Лешелль приказал полностью опустошить пересекаемую территорию. 

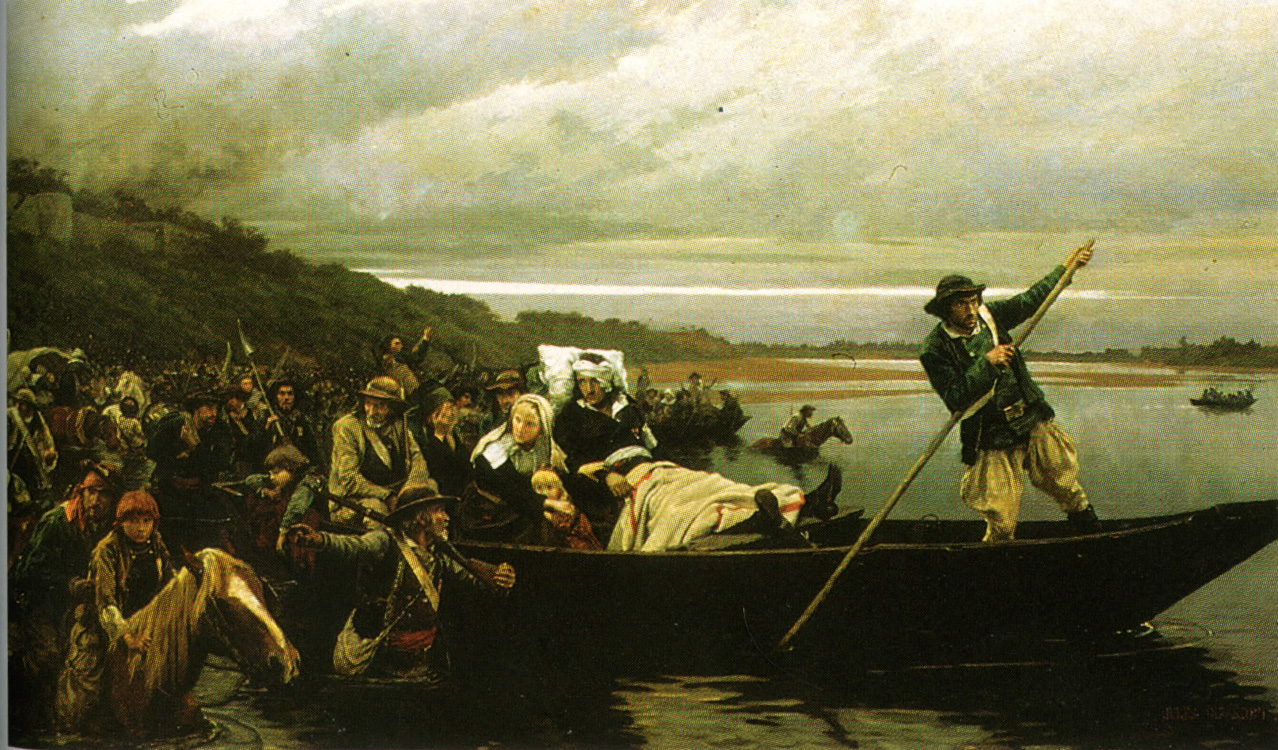
Раненый генерал вандейцев Лескюр пересекает Луару после поражения при Шоле.

После этого вандейская армия эвакуировала город Шоле, который был занят республиканцами. Однако уже 17 октября 40 000 вандейцев атаковали 20 тысяч республиканцев (имевших перевес в орудиях) у Шоле. В результате битвы при Шоле вандейцы потерпели поражение и отступили в беспорядке, преследуемые конницей генерала Вестерманна. Тем не менее, вандейская армия, которую сопровождало около 20 тысяч женщин и детей, сумела переправиться через Луару и отступила на север, к Лавалю, где отдохнула и подготовилась к новому бою.
Лешелль сосредоточил свои войска к Лавалю, где решил нанести окончательное поражение повстанцам, но избрал порочную тактику наступления в глубь территории, занятой вандейцами. 26 октября произошло сражение у Антрамма, в котором растянутая в одну длинную походную колонну армия Лешелля была разбита. Особенно непросто пришлось дивизии генерала Бопюи, шедшей в авангарде, которой остальные войска не могли своевременно оказать поддержку, в силу чрезмерной растянутости войск. Вечером 26 октября генералы Клебер и Марсо сумели собрать только 8 тысяч солдат разбитой республиканской армии, которые встретили генерала Лешелля, обвинившего их в трусости, взрывом возмущения. В результате представитель в миссии (комиссар) Мерлен из Тионвиля арестовал главнокомандующего и препроводил в тюрьму города Нант, где генерал тот вскоре скончался, по одной из версий, приняв яд.
Оставшиеся во главе армии Клебер и Марсо вскоре нанесли роялистам новое поражение — при Ле-Мане.
Клебер позже крайне резко отзывался о Лешелле, называя его невежественным трусом. Однако одна из важнейших побед Республики — в сражении при Шоле — была одержана под его формальным руководством.